# Stai vivendo o stai sopravvivendo?
Stai vivendo o stai sopravvivendo? è il settimo album studio della Oi! band Klasse Kriminale.

## Il disco
Tratta il tema dell'appiattimento delle menti davanti a computer e videogiochi, per questo come grafica hanno usato una linea che riprende esplicitamente l'imballaggio dei giochi della PlayStation.

Anche all'avvio del CD si sente il suono di avvio della PlayStation.

## Formazione
- Marco: voce
- Matteo: chitarra, tastire, seconda voce
- Emanuele: basso, seconda voce
- Mauro: batteria, seconda voce

## Brani
1. Riot! (Are You Ready?) - 2:10
2. Hooligans 2.0.0.1. - 2:27
3. This Is My World - 2:29
4. Lunatici/Romantici - 3:34
5. I'm A Junky - 1:59
6. Mutiny On The World (Direct Action) - 2:25
7. Locale 1.9.8.2. - 2:51
8. Sopravvivo Qui - 2:23
9. Dirty Punk - 3:09
10. Occhi Azzurri (She's No Angel) - 2:01
11. Ghetto Mentalità - 2:22
12. www.futuro.com - 2:42
13. Zombie - 1:50
14. I Don't Wanna Die In Disneyland - 3:03